# Ghost Rider - Spirito di vendetta
Ghost Rider - Spirito di vendetta (Ghost Rider: Spirit of Vengeance) è un film del 2012, diretto da Mark Neveldine e Brian Taylor, ispirato al personaggio dei fumetti Ghost Rider, pubblicato dalla Marvel Comics e ideato da Gary Friedrich, Michael Ploog e Roy Thomas.
Basato sul personaggio Marvel Ghost Rider e sequel del film Ghost Rider, del 2007, il film presenta tuttavia un cast differente (ad eccezione del protagonista Nicolas Cage), un'ambientazione totalmente diversa (le riprese si sono svolte in Romania e Turchia, mentre il primo film è stato girato in Australia) e alcune incongruenze rispetto alla trama del film precedente.

## Trama
Johnny Blaze si è allontanato dal resto del mondo in maniera tale da riuscire a controllare lo spirito della vendetta. Un giorno incontra Moreau, un monaco francese, il quale ha bisogno dei suoi poteri per rintracciare una donna di nome Nadya e suo figlio Danny, il quale deve essere protetto a ogni costo per un motivo sconosciuto. Blaze afferma, tuttavia, di non voler proteggere il bambino e così Moreau gli propone un accordo: in cambio dei servigi di Ghost Rider, Moreau e il suo ordine faranno in modo che Blaze riesca a liberarsi dalla maledizione. Blaze accetta e, dopo essersi trasformato, si dirige alla ricerca di Nadya e del figlio Danny, che stranamente riesce a percepire.
Questi, intanto, vengono attaccati da un gruppo di mercenari capitanati dallo spietato Ray Carrigan. Ghost Rider interviene sul posto e, dopo aver ucciso alcuni dei mercenari, viene atterrato dai violenti colpi delle armi di Carrigan e di un suo compagno i quali, poco dopo, riescono a fuggire portando con loro il bambino. Il mattino dopo, Blaze si risveglia in ospedale e scopre che a portarlo lì è stata Nadya. La donna non sa ancora se fidarsi di Blaze, ma decide lo stesso di portarlo con sé, ritenendolo l'unico in grado di rintracciare e recuperare il figlio.
Si scopre che Carrigan è al servizio del terribile e crudele Roarke, il diavolo che maledisse Blaze in passato, il quale è interessato a Danny per una ragione particolare. Quest'ultimo, intanto, inizia a manifestare diversi poteri sovrannaturali a seguito di una discussione telefonica con lo stesso Roarke, impedendo che il Rider rintracci il bambino, avvertendone la presenza. In seguito, Danny viene portato in una delle basi comandate da Carrigan e Blaze e Nadya riescono a scovarlo dopo aver interrogato uno degli uomini del mercenario, intanto la donna rivela al motociclista la verità: ferita mortalmente durante una fuga, fu salvata da Roarke in cambio diede alla luce Danny, un essere in parte umano e demone. 
Johnny, trasformatosi nel Rider per la seconda volta, riesce ad uccidere i mercenari, a ferire mortalmente Carrigan e a salvare Danny. Mentre il trio composto tra Blaze, Danny e Nadya (al quale si aggiunge successivamente anche Moreau) è in viaggio, Roarke trova un ferito Carrigan e, per salvarlo, lo trasforma in un non-morto in grado di mandare in putrefazione ciò che tocca.
Moreau conduce Blaze e gli altri nella sede del suo ordine dove Danny viene affidato alle cure del capo del luogo, Methodius. Prima di essere liberato Blaze domanda a Moreau qual è l'origine dello spirito che è dentro di lui: così Moreau gli racconta la storia di Zarathos, un tempo un angelo, uno spirito di giustizia, che fu ingannato, trascinato all'Inferno, torturato, portato alla follia, divenendo così lo spirito della vendetta. Come promesso da Moreau, Johnny viene liberato dal potere del Rider, ma la sua felicità è interrotta dalla scoperta del tradimento di Methodius che, ritenendo Danny un pericolo, decide di ucciderlo e cattura Blaze, Nadya e lo stesso Moreau in modo tale da non farli interferire nella cerimonia in cui il bambino verrà ucciso. Methodius e i suoi monaci, tuttavia, vengono uccisi da Carrigan il quale rapisce nuovamente Danny, mentre Blaze, Nadya e Moreau riescono a liberarsi e decidono di ritrovare il bambino dopo essersi armati nel covo dell'ordine.
Carrigan, intanto, consegna Danny a Roarke il quale ha intenzione di trasformarlo in una sorta di Anticristo trasferendo la propria anima nel corpo del bambino, unico in grado di ospitare la sua coscienza e i suoi poteri senza effetti collaterali o limitazioni. Blaze, Nadya e Moreau riescono a fermare Roarke giusto in tempo prima della conclusione del rito, ma Carrigan interviene ed uccide Moreau. 
Johnny, ormai sconfitto, riesce a recuperare fortunatamente i suoi poteri grazie a Danny (facendogli capire che essere in parte un demone non significa essere malvagi), una volta trasformato uccide tutti gli adepti di Roarke, mentre questi fugge con il bambino. Blaze li segue e, dopo aver ucciso Carrigan, riesce a sconfiggere anche Roarke, scaraventandolo all'inferno, e a riportare in vita Danny, donandogli una parte dell'energia di Ghost Rider; in quel momento la sua fiamma non è più rossa ma blu, e riesce alla fine a sentire la voce di Zarathos dentro di sé. Johnny non è più lo "spirito della vendetta", ma diviene lo "spirito della giustizia".

## Personaggi

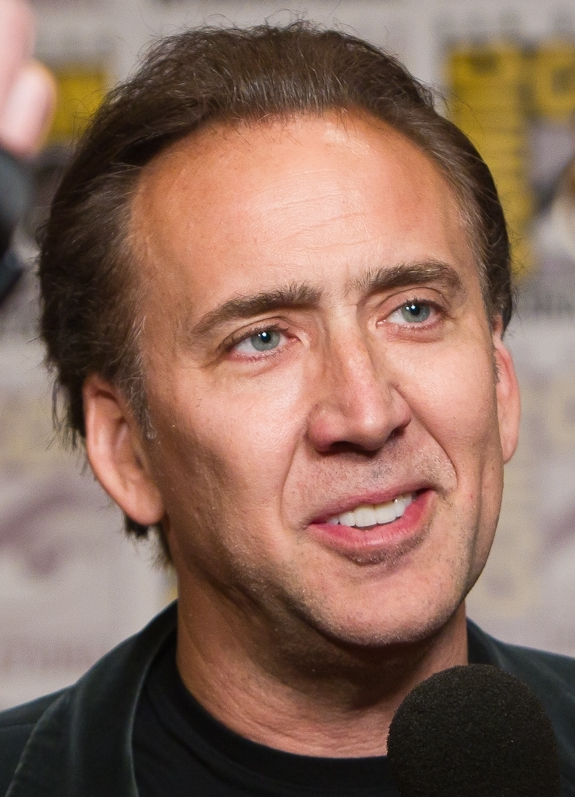
Nicolas Cage interpreta per la seconda volta Johnny Blaze / Ghost Rider

- Nicolas Cage è Johnny Blaze / Ghost Rider:[2] è un ex stuntman di moto che, dopo aver fatto un patto con Roarke per salvare la vita di suo padre morente, si è visto tramutare di notte in un cacciatore di taglie dal teschio infuocato chiamato Ghost Rider. Per impedire che il suo alter ego fuoriesca, Blaze si è autoesiliato in Europa. Cage ha spiegato che «nel primo episodio, il protagonista era innocente, mentre in questo episodio sono passati degli anni e lui è più sarcastico e ironico».[3] Per calarsi meglio nel personaggio, Nicolas Cage, in tutte le scene nelle vesti di Ghost Rider, ha dovuto avere un make-up in stile santeria e delle lenti a contatto nere[4] e, inoltre, ha effettuato molte ricerche in modo tale da perfezionare il personaggio e renderlo il più sinistro possibile.[5]
- Johnny Whitworth è Ray Carrigan/Blackout: un mercenario al soldo di Roarke a cui, successivamente, vengono donati dei poteri.[6] A detta dei due registi durante un'intervista rilasciata ad MTV, Carrigan è basato sui fumetti solo per quel che riguarda l'aspetto.[7]
- Ciarán Hinds è Roarke/Mefisto: il diavolo, colui che fece il patto con Johnny Blaze e sulle tracce di Danny.[8] Peter Fonda interpretò il personaggio nel primo film e, nonostante fosse interessato a ritornare nel sequel,[9] non fu comunque richiamato dalla produzione. Hinds interpreta l'incarnazione umana del Diavolo e, contrariamente a molte altre incarnazioni del personaggio, non indossa vestiti scuri bensì blu e grigi; tale caratteristica è stata aggiunta dagli stessi registi e dalla costumista Bojana Nikitovic.[10]
- Violante Placido è Nadya: la madre di Danny che si allea con Johnny Blaze per recuperare il figlio quando quest'ultimo viene rapito da Carrigan e dai suoi uomini.[8]
- Idris Elba è Moreau: un monaco alcolizzato che ha bisogno dell'aiuto di Ghost Rider per salvare il piccolo Danny.[11]
- Fergus Riordan è Danny: il figlio di Nadya, ricercato da Roarke che dimostra di possedere dei poteri sovrannaturali. Nei fumetti, Danny è il terzo Ghost Rider, dopo Blaze e Carter Slade, quest'ultimo apparso anche nel primo film.[12]
- Christopher Lambert è Methodius: un monaco alleato di Moreau.[13][14] Per questo film l'attore ha dovuto allenarsi tre mesi con la spada[15] e radersi la testa.[16][17]
- Anthony Head è Benedict: un monaco che protegge Nadja e Danny ad inizio film.
- Jacek Koman è Terrokov: uno degli uomini al soldo di Carrigan.
- Vincent Regan è Toma Nikasevic: uno degli uomini al soldo di Carrigan.
- Spencer Wilding è Grannik: uno degli uomini al soldo di Carrigan.

Durante un'intervista, Eva Mendes rivelò che non sarebbe tornata nel sequel nel ruolo della fidanzata di Blaze, Roxanne Simpson.

## Produzione
Dopo l'uscita del primo film, subito il pubblico ed i media si sono interrogati riguardo all'eventualità di un secondo episodio. Il 9 febbraio 2007, il produttore Avi Arad mise in cantiere il sequel dal titolo provvisorio Ghost Rider 2. Peter Fonda e Nicolas Cage espressero interesse nel tornare nel sequel rispettivamente nei ruoli di Roarke e di Ghost Rider. Dopo lo scarso risultato al botteghino del primo capitolo i registi Neveldine e Taylor decisero di spostarsi su un sequel/reboot anziché fornire agli spettatori un sequel diretto del precedente film.
L'attore Nicolas Cage fornì la premessa nel 2008 che il film sarebbe stato ambientato in Europa e specificò che il suo personaggio avrebbe avuto a che fare con "numerose e diverse figure religiose".
Il budget del film è stato ridotto a 57 milioni di dollari (Ghost Rider ne aveva 110) a causa dei risultati non esaltanti al botteghino del primo film. Per questo film Nicolas Cage ha subìto una riduzione del suo compenso da 12 milioni a 7 milioni di dollari.

### Regia e sceneggiatura
Nel 2009 Cage, durante un'intervista a MTV, rivelò che la produzione stava cercando uno sceneggiatore. Nello stesso anno venne annunciato che la storia si sarebbe basata su uno script del 2000 realizzato da David S. Goyer. Lo sceneggiatore, a seguito della conferma, iniziò a rimaneggiare la sua stessa sceneggiatura in modo tale da renderla adatta anche per un pubblico dai 13 anni in su. Quest'ultima notizia venne nuovamente confermata dal produttore Mike De Luca il quale rivelò che il film sarebbe stato completamente diverso dal primo, in maniera tale da dare una impressione nuova e originale. Inoltre ipotizzò proprio Goyer come nuovo regista, annunciando l'abbandono del regista del primo episodio, Mark Steven Johnson.
In seguito vennero ingaggiati Scott Gimple e Seth Hoffman, sceneggiatori del serial TV Flash Forward, per rimaneggiare la sceneggiatura scritta da Goyer. Gli autori hanno rivelato che il film approfondirà molto la mitologia del fumetto, spiegando che lo Spirito della Vendetta si è manifestato più volte nella storia.
Nel giugno 2010 Mark Neveldine e Brian Taylor entrarono in trattative per dirigere il film. La notizia del loro ingaggio venne ufficializzata un mese dopo dall'attore Nicolas Cage, protagonista della pellicola. Cage commentò la notizia dicendo: «Sono brillanti con la cinepresa e fanno sembrare i film innovativi. Hanno un metodo nel muovere la cinepresa che è unico ed è la loro firma, e credo che la loro energia porterà il film ad un livello superiore». Uno dei due registi, Brian Taylor, ha dichiarato d'aver tralasciato in parte Ghost Rider, in maniera tale da ideare una storia diversa in tutto dal primo film. Commentando le scelte creative fatte, il regista ha dichiarato che il film sarà un newquel (definito dallo stesso regista anche con i termini "requel" o "seboot") in quanto si discosta molto dal primo film (l'unico legame è il ritorno di Cage nel ruolo del protagonista) ma, allo stesso tempo, è in continuity.

### Riprese
Durante un'intervista nel 2010, Cage rivelò che le riprese del film sarebbero cominciate a novembre 2010. Riguardo alla scelta di spostare le riprese in Europa piuttosto che in America, il produttore Mike De Luca durante un'intervista a Collider, affermò: «L'idea era che, siccome Ghost Rider è un unico mix di teologia e azione dove i personaggi combattono in maniera quasi teologica con il concetto di battaglia tra il bene e il male, l'Europa era il luogo ideale nel quale trovare un'ambientazione storica e religiosa che negli Stati Uniti semplicemente era impossibile trovare».
Le riprese si sono svolte principalmente in Romania e in Turchia, in particolare a Bucarest, Sibiu, Rovinari, Lago Vidraru, Transfăgărăşan e Hunedoara al Castello Hunyad. In Turchia sono state girate gran parte delle riprese in esterni, come ad esempio il santuario dove risiede l'ordine di Moreau che sono delle caverne geologiche dove vive realmente della gente. In Romania, invece, sono state girate le riprese in interni, attraverso la costruzione di enormi set cinematografici.
La fine delle riprese è stata confermata il 24 gennaio 2011.

### Effetti speciali e visivi
Lo studio Iloura ha realizzato gli effetti speciali del film e, più precisamente, si è dedicata alla realizzazione e allo sviluppo del personaggio di Ghost Rider e al potere scaturito da Carrigan. Rispetto al primo film, in cui Ghost Rider era realizzato interamente al computer, in questo secondo episodio è stato interpretato da Nicolas Cage che per farlo ha dovuto girare molte scene in motion capture. A detta della stessa Iloura, l'85% del film è stata manipolata dalla CGI. Inoltre in questo secondo capitolo gran parte degli effetti visivi sono stati modificati in maniera tale da rendere il personaggio di Ghost Rider e il resto del film il più realistico possibile.

## Promozione
Il teaser poster e il teaser trailer sono usciti contemporaneamente il 19 agosto 2011. Il trailer completo è stato diffuso il 15 dicembre. Ad appena una settimana dall'uscita nelle sale statunitensi è stato inoltre diffuso sul web un backstage di 12 minuti che mostra alcuni momenti salienti nella lavorazione del film. Il trailer italiano è stato diffuso online il 23 febbraio 2012.
Per promuovere il film in Italia, Nicolas Cage ha partecipato alla trasmissione Che tempo che fa, condotta da Fabio Fazio, in cui sono state mostrate in anteprima due scene doppiate in italiano tratte dal film. Inoltre i canali Leonardo Sport, Musica, Auto-Moto, Hi-tech e News sono stati impreziositi di un nuovo formato sviluppato ad hoc per Medusa, nato dalla collaborazione sinergica tra LeonardoADV, Media Italia, Medusa e la factory creativa clickArt, ovvero una skin animata incentrata sul personaggio di Ghost Rider.

## Distribuzione
Il film è uscito negli Stati Uniti il 17 febbraio 2012 mentre in Italia il 23 marzo 2012 ed è stato distribuito in versione normale e in versione 3-D. La pellicola ha esordito nelle sale con il logo Marvel Knights, una sottoetichetta dei Marvel Studios con il quale era già uscito Punisher - Zona di guerra (2008).

### Edizioni home video
Nel mercato home video l'edizione originale è stata distribuita su DVD e Blu-ray dal 12 giugno 2012.
L'edizione italiana è stata distribuita da Medusa Video a partire dal 17 ottobre, il film è stato distribuito in DVD, Blu-ray e Blu-ray 3D.

## Accoglienza

### Incassi
Alla sua uscita nelle sale in USA il film si è classificato al secondo posto dietro a La memoria del cuore, incassando 7 milioni di dollari, ovvero meno della metà dell'esordio del primo film nel 2007. Dopo quattro giorni il film è sceso al terzo posto, incassando circa 22 milioni di dollari. Dopo il lungo weekend del Presidents' Day, il film è sceso al quarto posto incassando circa 25,5 milioni di dollari, nello stesso weekend il suo predecessore ne incassò circa 52 milioni di dollari.
Nel resto del mondo, il film ha avuto più successo che in patria nel primo weekend d'apertura, soprattutto in Francia e Inghilterra, dove ha incassato in entrambi la cifra di 2 milioni di dollari, seguita poi da Messico e Malaysia, dove gli incassi sono andati oltre il milione di dollari. Successivamente il film ha esordito al primo posto anche in Russia, con un incasso di più di 8 milioni di dollari, in Germania e Brasile dove ha totalizzato rispettivamente un incasso superiore ai 2 milioni di dollari.
Il 29 febbraio 2012, Ghost Rider - Spirito di vendetta ha complessivamente incassato 82 milioni di dollari, di cui 44 milioni incassati nel mondo e 38 milioni di dollari incassati negli Stati Uniti.
Nei primi giorni del mese di marzo il film è sceso al nono posto in patria con un incasso superiore ai 4 milioni di dollari, arrivando a 44 milioni. All'estero, invece, è rimasto al primo posto in Brasile, così come in Inghilterra, in Messico e in Sudafrica, mentre è sceso in Germania e Spagna. Il 7 marzo 2012, il film ha superato i cento milioni di dollari, arrivando a 103 milioni di cui 45 incassati in patria e 57 nel resto del mondo.
Alla sua uscita nelle sale italiane, il film si è classificato al primo posto, incassando 248.000 euro in 290 sale, per una media di 857 euro. Dopo un solo giorno di programmazione, il film è sceso al secondo posto, con un incasso di 644.000 euro, venendo sorpassato dalla commedia italiana È nata una Star?. Dopo il suo primo weekend nelle sale italiane, il film ha incassato 1.2 milioni di euro. Nel secondo weekend è sceso in sesta posizione, incassando 494.000 euro, e arrivando a 2,1 milioni di euro in due settimane. In Italia complessivamente ha incassato 2,6 milioni di euro, rivelandosi un discreto successo commerciale.
Globalmente, il film ha incassato 132.563.930 dollari ed è riuscito a rientrare nella cifra di produzione che ammontava a 57 milioni di dollari, rivelandosi un buon successo commerciale.

### Critica
Il film ha generalmente ricevuto recensioni negative da parte della critica cinematografica. All'anteprima del film, avvenuta nel dicembre 2011 al Butt-Numb-A-Thon, il film ha ricevuto recensioni negative da parte della critica che lo ha considerato peggiore del primo film. Il sito Rotten Tomatoes riporta che il 17% delle 103 recensioni professionali ha dato un giudizio positivo sul film. Su Metacritic il film ha avuto un punteggio di 32 su 100 in base a 20 recensioni.
Un giudizio simile è riportato anche in altri siti web come Sun Online, Sky Movies, Daily Express, Comingsoon.net, Daily Telegraph, Guardian UK, Empire e What Culture, il quale ha considerato il film il peggior adattamento da un fumetto Marvel: «questo film evoca spiacevoli ricordi di quello che ad oggi era il più grande fallimento della Marvel: Elektra».
Il critico di Rolling Stone Peter Travers non ha apprezzato il film, e gli ha dato 0 su 4 stelle. Il sito Little White Lies ha affermato: «Lo avrete sentito altrove ma in confronto davvero questo film rende il primo Ghost Rider come un film d'oro». L'unica eccezione è stato il sito Daily Mail UK che ha definito il film "divertente".
In Italia il film ha ricevuto critiche simili a quelle statunitensi. Il database cinematografico MYmovies riporta due stelle e mezzo su cinque.

## Veicoli

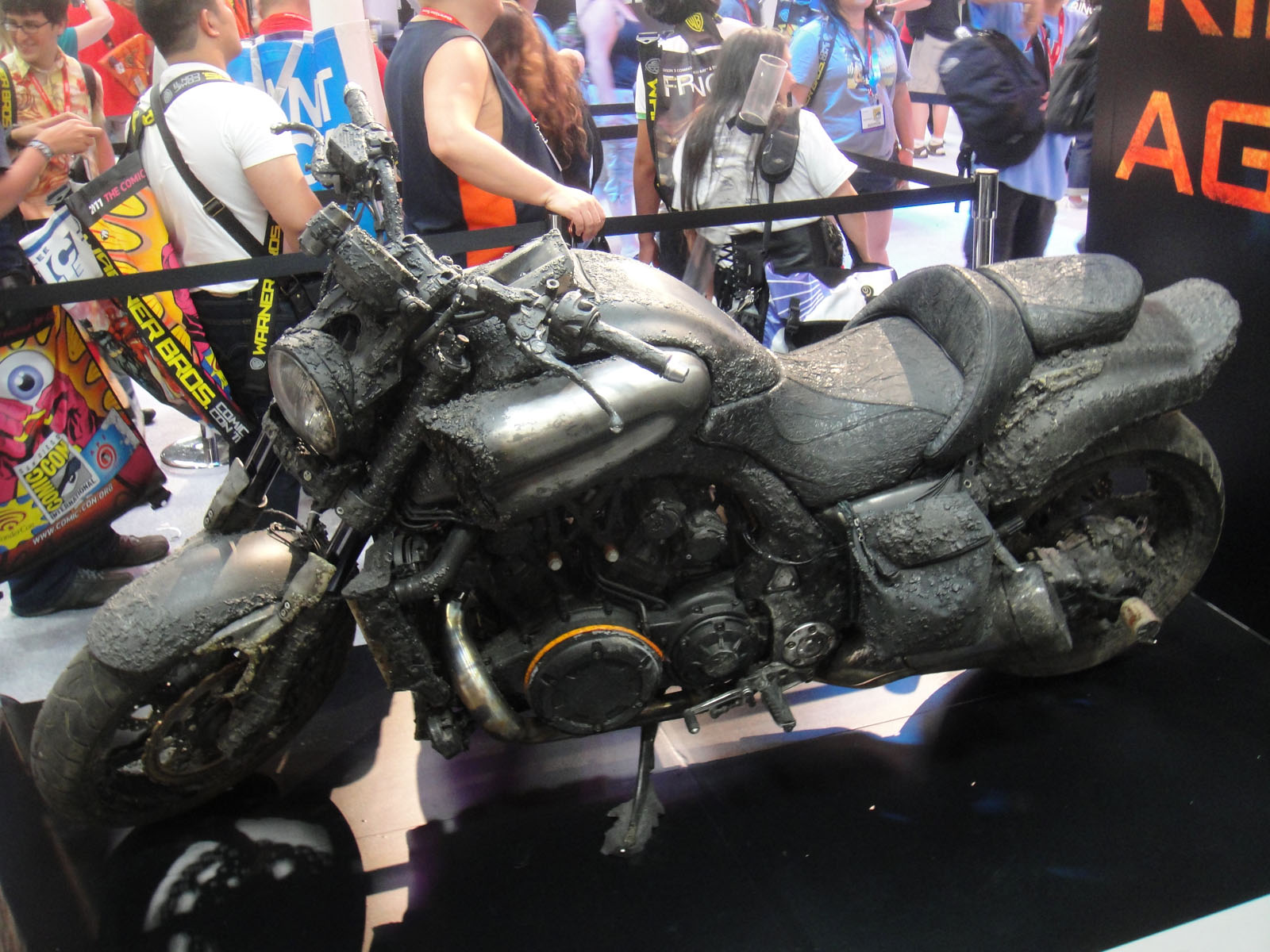
La Yamaha VMAX usata nel film.

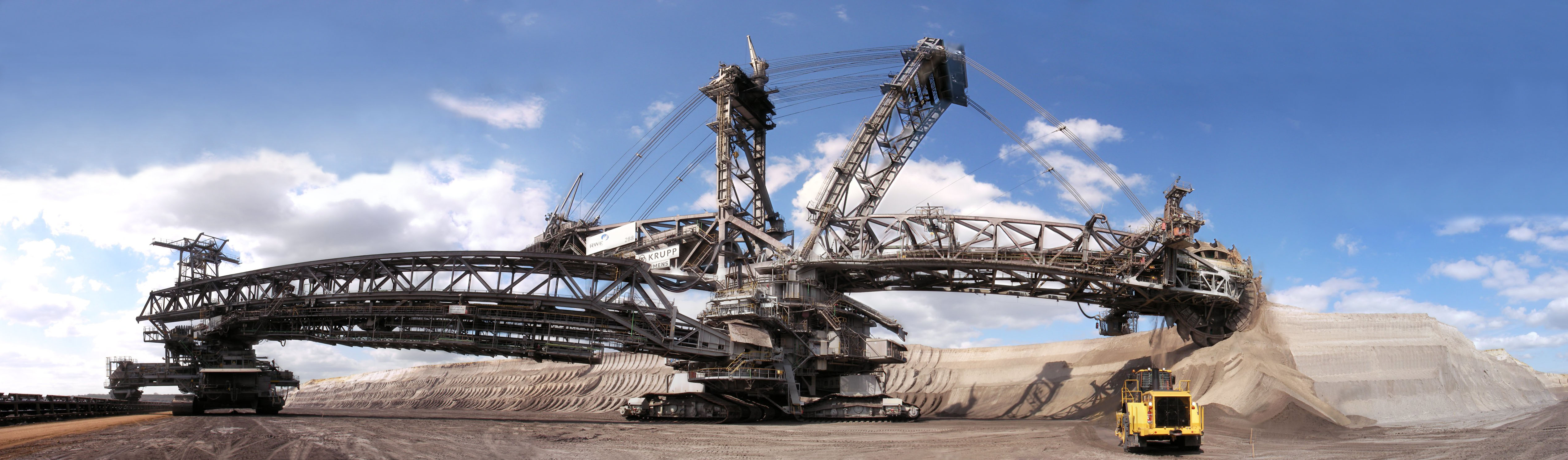
Il Rider del film utilizza un veicolo speciale: il Bagger 288, il più grande veicolo di terra nel mondo.

In questo film la moto di Ghost Rider è una Yamaha V-Max, considerata da Nicolas Cage molto più comoda e semplice da guidare rispetto all'Hellcycle utilizzata in Ghost Rider.
La moto di Moreau è, invece, una 2010 Ural Solo, riadattata e dotata di una nuova sella in pelle e di borse di pelle vintage.
Oltre alla sua storica moto, Ghost Rider utilizza brevemente anche il Bagger 288, un gigantesco escavatore lungo 220 metri e alto 96.

## Differenze tra film e fumetto
- La personalità di Ghost Rider differisce da quella originale, in quanto è basata principalmente sulla serie di Garth Ennis e Clayton Crain.[10]
- Blackout risulta essere molto diverso dalla sua controparte cartacea. Nel film è chiamato Carrigan da umano ed è al servizio del Diavolo, mentre nel fumetto non viene specificato il suo vero nome e, invece di essere al servizio di Mefisto, è uno scagnozzo del signore del crimine Deathwatch. Anche i poteri di Carrigan differiscono dalla controparte cartacea. Nel film ha la capacità di decomporre i suoi avversari con il semplice contatto e di ricoprire se stesso con un mantello di tenebra, creando un camuffamento efficace per attaccare le sue vittime ignare, mentre nel fumetto possiede solo il secondo potere. Tali differenze del personaggio sono state volute proprio dai due registi i quali hanno detto di essersi ispirati al Blackout dei fumetti solo per quel che riguarda l'aspetto.[7]
- Nel film la madre di Danny Ketch si chiama Nadya, mentre nei fumetti Danny è il figlio di Barton Blaze e Naomi, genitori di Johnny Blaze.
- Secondo la storia a fumetti era Daniel Ketch ad avere i poteri del Ghost Rider con le fiamme azzurre.

## Sequel
Mark Neveldine e Brian Taylor hanno espresso interesse a tornare dietro la macchina da presa per un possibile sequel di Ghost Rider - Spirito di vendetta. L'attore Nicolas Cage, invece, durante la promozione del film d'animazione I Croods in cui doppia uno dei personaggi principali, ha rivelato di non voler tornare ad interpretare Ghost Rider, ritenendo il suo ruolo finito. Cage, tuttavia, si è mostrato abbastanza sicuro della realizzazione di un terzo film della saga, anche senza il suo coinvolgimento. Nel maggio 2013 i diritti di Ghost Rider sono ritornati ai Marvel Studios.